# 委內瑞拉全國代表大會議長
委內瑞拉全國代表大會議長（西班牙語：Presidente de la Asamblea Nacional），為委內瑞拉全國代表大會首長。任期為1年，得連選連任無限次。該職務在2000年委內瑞拉大選後建立。在2000年憲法通過前，委內瑞拉的立法機構採用兩院制，分為參議院和眾議院，參議院最後一位議長為路易斯·阿方索·達維拉，眾議院則是亨利克·卡普里萊斯·拉蒙斯基（西班牙語：Henrique Capriles Radonski）。
2020年1月5日，委内瑞拉全国代表大会发生议长地位危机。委内瑞拉反对派中反瓜伊多势力领导人、被民主團結圓桌會議最大黨正義第一開除黨籍的无党籍议员路易斯·帕拉当选委内瑞拉全国代表大会议长，全国代表大会现任167名议员共有140名议员到会，其中81名投票支持帕拉。被擁立兼任委内瑞拉临时总统的上一任全国代表大会议长胡安·瓜伊多拒绝承认此次选举结果，瓜伊多称委内瑞拉军警拒绝其与部分议员进入议会投票。其后，瓜伊多与委内瑞拉反对派亲瓜伊多势力议员在《国民报》社大楼内开会，会议中獲得100名议员支持的瓜伊多被选为委內瑞拉全國代表大會議長，瓜伊多宣誓就任议长职位。2021年1月5日，委内瑞拉统一社会主义党的豪爾赫·羅德里格斯在議會換屆後取代帕拉接任議長。2023年1月5日，迪诺拉·菲格拉取代瓜伊多擔任反對派支持的議長一職。

## 憲法地位
在委內瑞拉憲法第194條（第五部分：國家公權力機構組織規定第1章第2節）中規定，全國代表大會必須自行推選出一名議長和兩名副議長，議長和副議長選舉為期一年。此外，全國代表大會還要再推選出大會秘書長和副秘書長各一名。根據委內瑞拉憲法第233條，委內瑞拉總統的繼任順序中，第一順位為副總統，第二順位為全國代表大會議長。

## 歷任全國代表大會議長
| 順序 | 照片           | 姓名 （出生－逝世）          | 任期起訖                                           | 任期起訖     | 州分       | 屆數  | 所屬政黨 （所屬選舉聯盟） |
| ---- | -------------- | ---------------------------- | -------------------------------------------------- | ------------ | ---------- | ----- | ------------------------- |
| 1    |                | 威廉·勞拉 (1959–2010)        | 2000年8月10日                                      | 2003年1月5日 | 瓜里科州   | 第1屆 | 第五共和國運動            |
| 2    |                | 法蘭西斯科·亞美利亞 (1963–)  | 2003年1月5日                                       | 2005年1月5日 | 卡拉波波州 | 第1屆 | 第五共和國運動            |
| 3    |                | 尼古拉斯·馬杜羅 (1962–)      | 2005年1月5日                                       | 2006年8月7日 | 首都區     | 第2屆 | 第五共和國運動            |
| 4    |                | 西利雅·弗洛勒斯 (1953–)      | 2006年8月15日                                      | 2011年1月5日 | 首都區     | 第2屆 | 第五共和國運動            |
| 4    | 統一社會主義黨 | 西利雅·弗洛勒斯 (1953–)      | 2006年8月15日                                      | 2011年1月5日 | 首都區     | 第2屆 |                           |
| 5    |                | 費爾南多·索托·羅哈斯 (1933–) | 2011年1月5日                                       | 2012年1月5日 | 法爾孔州   | 第3屆 | 統一社會主義黨 (GPP)      |
| 6    |                | 迪奧斯達多·馬卡韋略 (1963–)  | 2012年1月5日                                       | 2016年1月5日 | 莫納加斯州 | 第3屆 | 統一社會主義黨 （GPP）    |
| 7    |                | 亨利·拉莫斯·阿盧普 (1943–)   | 2016年1月5日                                       | 2017年1月5日 | 首都區     | 第4屆 | 民主行動黨 （MUD）        |
| 8    |                | 胡利奧·博爾赫斯 (1969–)      | 2017年1月5日                                       | 2018年1月5日 | 米蘭達州   | 第4屆 | 正義第一 （MUD）          |
| 9    |                | 奧馬爾·巴爾博扎 (1944–)      | 2018年1月5日                                       | 2019年1月5日 | 蘇利亞州   | 第4屆 | 新紀元 （MUD）            |
| 10   |                | 胡安·瓜伊多 (1983–)          | 2019年1月5日 （2020年1月5日起產生爭議）            | 2023年1月5日 | 瓦爾加斯州 | 第4屆 | 人民意志 （MUD）          |
| 11   |                | 路易斯·帕拉 (1978–)          | 2020年1月5日 （同日起與胡安·瓜伊多產生爭議）       | 2021年1月5日 | 亚拉奎州   | 第4屆 | 无党籍                    |
| 12   |                | 豪爾赫·羅德里格斯 (1965–)    | 2021年1月5日 （同日起產生爭議）                    | 現任         | 首都區     | 第5屆 | 統一社會主義黨 （GPP）    |
| 11   |                | 迪诺拉·菲格拉 (1961–)        | 2023年1月5日 （同日起與豪爾赫·羅德里格斯產生爭議） | 現任         | 阿拉瓜州   | 第4屆 | 正義第一                  |

## 外部連結
- 委內瑞拉全國代表大會官網（页面存档备份，存于）